# Il vecchio barone inglese
Il vecchio barone inglese è un romanzo gotico della scrittrice inglese Clara Reeve. Venne pubblicato anonimamente nel 1777 con il titolo The Champion of Virtue, prima di apparire con il titolo corrente nel 1778.
A detta della Reeve, il romanzo può essere considerato come un diretto discendente de Il castello di Otranto di Horace Walpole
La storia segue le avventure di Sir Philip Harclay, che ritorna in un'Inghilterra medievale e trova che il castello e la proprietà dell'amico Lord Lovel sono passati in altre mani. Una serie di rivelazioni, tradimenti e orrori culmina in una scena di lotta tra il bene e il male con la restituzione finale del maltolto.
Insieme ad Ann Radcliffe, Clara Reeve è una delle scrittrici inglesi antesignane del genere gotico.

## Trama
Nell'Inghilterra del Quattrocento, Sir Philip Harclay, tornato in patria dopo un'assenza di parecchi anni, parte per il castello dei Lovel, con lo scopo di scoprire che cosa sia accaduto a Lord Lovel, suo caro amico, che da molto tempo non risponde più alle sue missive. Arrivato sul luogo, viene a sapere che Lord Lovel è morto seguendo il re Enrico VI in una spedizione contro i ribelli del Galles, e che per di più, a quella notizia, la moglie, che era in attesa di un figlio, è morta di dolore. La proprietà del castello è passata ad un cugino il quale, dopo aver abitato nel maniero per poco tempo, se ne è disfatto vendendolo a suo cognato, il barone Fitz-Owen. Soggiornando presso quest'ultimo, Sir Philip fa la conoscenza di Edmund Twyford, il figlio del contadino che il barone ha preso con sé trattandolo come un membro della famiglia e facendogli impartire la stessa educazione data ai suoi figli. Edmund è un giovane amabile e di bell'aspetto, intelligente, brillante, insuperabile nell'arte di tirare con l'arco e nel maneggiare le armi. Inizialmente benvoluto da tutti, ben presto il ragazzo cade vittima dell'invidia dei parenti del barone. Resosi conto dell'ingiustizia di questo astio, Fitz-Owen gli propone una prova di coraggio per mezzo della quale riconquistare la stima e l'ammirazione di tutta la famiglia: si tratta di restare a dormire per tre notti in un'ala abbandonata del castello, che si dice infestata dai fantasmi e dove nessuno si azzarda a mettere piede per gli spaventosi  rumori e le strane apparizioni notturne di cui la gente va vociferando. Incurante di queste dicerie che considera sciocche superstizioni, Edmund accetta, ma proprio in quelle stanze finirà per scoprire un terribile segreto che lo riguarda da vicino poiché ha a che vedere con le sue stesse origini...

## Edizione italiana
Clara Reeve, Il vecchio barone inglese. Traduzione di Sergio Marconi. Superbeat, Neri Pozza Editore, Vicenza, 2017. ISBN 978-88-655-9427-8